# Cyathea sinuata
Cyathea sinuata är en ormbunkeart som beskrevs av William Jackson Hooker och Grev. Cyathea sinuata ingår i släktet Cyathea och familjen Cyatheaceae. Inga underarter finns listade.